# Brain Records
Brain Records foi uma gravadora de Hamburgo proeminente na década de 1970 que lançou diversos álbuns importantes de Krautrock de bandas como Cluster e Guru Guru. Muitos de seus mais importantes álbuns foram relançados em CD pela Repertoire Records.

## Discografia
- (inicialmente os vinis possuíam o selo verde da Brain)
- 1001 – Scorpions – Lonesome Crow
- 1002 – Jane – Together
- 1003 – Gomorrha – I turned to See Whose Voice It Was
- 1004 – Neu! – Neu!
- 1005 – Spirogyra – St. Radigunds – lançamento sob licença (Reino Unido: B & C, 1042)
- 1006 – Cluster – Cluster II
- 1007 – Guru Guru – Känguru
- 1008 – Grobschnitt – Grobschnitt
- 1009 – Steamhammer – Speech – lançamento sob licença (banda inglesa)
- 1010 – Caravan – Waterloo Lily – lançamento sob licença (Reino Unido: Deram, SDL 8)
- 1011 – Atomic Rooster – Made in England – lançamento sob licença (UK: Dawn, DNLS 3038)
- 1012 – Spirogyra – Old Boot Wine – lançamento sob licença (Reino Unido: Pegasus, 13)
- 1013 – Light – Story of Moses
- 1014 – Gash – A Young Man's Gash
- 1015 – Os Mundi – 43 Minuten
- 1016 – Wolfgang Dauner Group – Rischka's Soul
- 1017 – Creative Rock – Gorilla
- 1018 – Electric Sandwich – Electric Sandwich
- 1019 – Khan – Space Shanty – lançamento sob licença (Reino Unido: Deram, SLDR 11)
- 1020 – Sameti – Sameti
- 1021 – Thirsty Moon – Thirsty Moon
- 1022 – Alexis Korner – Korner & Snape – lançamento sob licença (Estados Unidos: WB, BS 2647)
- 1023 – Embryo – Steig Aus
- 1024 – Spirogyra – Bells, Boots and Shambles – lançamento sob licença (Reino Unido: Polydor, 2310 246)
- 1025 – Guru Guru – Guru Guru
- 1026 – Spermüll – Spermüll
- 1027 – Greenslade – Greenslade – lançamento sob licença (Reino Unido: WB, K 46207)
- 1028 – Neu! – Neu! 2
- 1029 – Novalis – Banished Bridge
- 1030 – Cornucopia – Full Horn
- 1031 – Lava – Tears are going home
- 1032 – Jane – Here we are
- 1033 – Atomic Rooster – Nice 'n' Greasy – lançamento sob licença (banda britânica)
- 1034 – Kollektiv – Kollektiv
- 1035 – If – Double Diamond – lançamento sob licença (Canadá: GRT, 9230-1032)
- 1036 – Embryo – Rocksession
- 1037 – Emergency – Get Out of the Country
- 1038 – Caravan – For Girls Who Grow Plump in the Night – lançamento sob licença (Reino Unido: Deram, SKLR 12)
- 1039 – Alexis Korner & Snape – Live on Tour in Germany (2LP) – lançamento sob licença (banda não-alemã)
- 1040 – Curly Curve – Curly Curve
- 1041 – Thirsty Moon – You'll never Come Back
- 1042 – Greenslade – Bedside Manners are Extra – lançamento sob licença (Reino Unido: WB, K46259)
- 1043 – Steamhammer – This is... (2LP)
- 1044 – Harmonia – Musik Von Harmonia
- 1045 – Yatha Sidra – A Meditation Mass
- 1046 – Various – Krautrock (3LP)
- 1047 – Zabba Lindner & Carsten Bohn – Vollbedienung Of Percussion
- 1048 – Jane – Jane III
- 1049 – Satin Whale – Desert Places
- 1050 – Grobschnitt – Ballermann (2LP)
- 1051 – Klaus Schulze – Black Dance
- 1052 – Emergency – No Compromise
- 1053 – Edgar Froese – Aqua
- 1054 – Caravan – Caravan and the New Symphonia – lançamento sob licença (Reino Unido: Deram, SKLR 1110)
- 1055 – If – Not just another Bunch of Pretty Faces – lançamento sob licença (Reino Unido: Gull, 1004)
- 1056 – Release Music Orchestra – Life
- 1057 – Guru Guru – Der Electrolurch (2LP) – relançamento de Känguru (1007) e Guru Guru (1025)
- 1058 – Tasavallan Presidentti – Milky Way Moses – lançamento sob licença (Finland/UK: Sonet, SNTF 658)
- 1059 – Jukka Tolonen – Tolonen! – lançamento sob licença (Finlândia: Love, LRLP 47)
- 1060 – Hardcake Special – Hardcake Special
- 1061 – Creative Rock – Lady Pig
- 1062 – Neu! – Neu 75
- 1063 – Tasavallan Presidentti – Lambert Land – lançamento sob licença (Finland/UK: Sonet, SNTF 636)
- 1064 – If – Tea Break Over Back – lançamento sob licença (Reino Unido: Gull, 1007)
- 1065 – Cluster – Zuckerzeit
- 1066 – Jane – Lady Jane
- 1067 – Klaus Schulze – Picture Music
- 1068 – Achim Reichel – Erholung
- 1069 – Eroc – Eroc
- 1070 – Novalis – Novalis
- 1071 – Gryphon – Red Queen to Gryphon Three – lançamento sob licença (Reino Unido: Transatlantic, TRA 287)
- 1072 – Release Music Orchestra – Garuda
- 1073 – Harmonia – De Luxe - relançamento (Kosmische Musik, KM2/58.005)
- 1074 – Edgar Froese – Epsilon in Malasian Pale
- 1075 – Klaus Schulze – Time Wind
- 1076 – Grobschnitt – Jumbo (versão em inglês)
- 1077 – Klaus Schulze – Irrlicht
- 1078 – Klaus Schulze – Cyborg (2LP)
- 1079 – Thirsty Moon – Blitz
- 1080 – Günter Schickert – Samtvogel – relançamento (Sch 33003)
- 1081 – Grobschnitt – Jumbo (version en Aleman)
- 1082 – Tangerine Dream – Alpha Centauri/Atem (2LP) – relançamento (Ohr, OMM12 & OMM31)
- 1083 – Release Music Orchestra – Get the Ball
- 1084 – Jane – Fire, Water, Earth & Air
- 1085 – Locomotiv GT – Mindig Magasabra – lançamento sob licença (banda não-alemã)
- 1086 – Tangerine Dream – Zeit (2LP) – relançamento (Ohr, OMM21)
- 1087 – Novalis – Sommerabend
- 1088 – Klaus Schulze – Moondawn
- 1089 – Guru Guru – Tango Fango
- 1091 – Various – Brain history of German Rock (2LP)

### Série 60.000
- 60.007 – Eroc – Zwei
- 60.008 – Edgar Froese – Macula Transfer
- 60.009 – Thirsty Moon – A Real Good Time
- 60.010 – Schicke, Führs & Fröhling (SFF) – Symphonic Pictures
- 60.019 – Birth Control – Backdoor Possibilities
- 60.000 – série (selo cor-de-laranja da Brain)
- 60.031 – Ruphus – Let Your Light Shine
- 60.039 – Guru Guru – Globetrotter
- 60.040 – Klaus Schulze – Mirage
- 60.041 – Grobschnitt – Rockpommel's Land
- 60.042 – Gate – Live
- 60.047 – Klaus Schulze – Body Love
- 60.053 – To Be – To Be
- 60.055 – Jane – Between Heaven and Hell
- 60.065 – Novalis – Konzerte
- 60.066 – Birth Control – Increase
- 60.068 – Schicke, Führs & Fröhling (SFF) – Sunburst
- 60.078 – Message – Using the Head
- 60.079 – Popol Vuh – Herz aus Glas
- 60.093 – Gate – Red Light Sister
- 60.094 – Novalis – Brandung
- 60.097 – Klaus Schulze – Body Love Vol.2
- 60.104 – Blonker – Die Zeit Steht Still
- 60.105 – Führs & Fröhling – Ammerland
- 60.115 – Release Music Orchestra – Beyond the Limit
- 60.117 – Liliental – Liliental
- 60.120 – Zeus B. Held – Zeus' Amusement
- 60.124 – Jane – Age of Madness
- 60.139 – Grobschnitt – Solar Music Live
- 60.149 – Birth Control – Titanic
- 60.164 – Novalis – Vielleicht Bist Du Ein Clown?
- 60.165 – Message – Astral Journeys
- 60.167 – Popol Vuh – Brüder des Schattens - Söhne des Lichts
- 60.173 – Schicke, Führs & Fröhling (SFF) – Ticket to Everywhere
- 60.185 – Epitaph – Return to Reality
- 60.186 – Anyone's Daughter – Adonis
- 60.187 – Guru Guru Sunband – Hey Du!
- 60.188 – Accept – Accept
- 60.194 – Release Music Orchestra – News
- 60.196 – Electric Sun – Earthquake
- 60.197 – Eroc – Eroc3
- 60.218 – Jane – Sign No. 9
- 60.219 – Novalis – Wer Schmetterlinge Lachen Hort (compilation)
- 60.223 – Führs & Fröhling – Strings
- 60.224 – Grobschnitt – Merry Go Round
- 60.225 – Klaus Schulze – Dune
- 60.240 – Birth Control – Live '79
- 60.242 – Popol Vuh – Die Nacht der Seele
- 60.291 – Grobschnitt – Volle Molle
- 60.000 – série (no selo preto da Brain)
- 60.353 – Klaus Schulze – Dig It
- 60.354 – Jane – Jane
- 60.365 – Grobschnitt – Ilegal
- 60.510 – Grobschnitt – Razzia
- 60.519 – Jane – Germania

### Série 80.000
- 80.001 – Jane – Live at home
- 80.013 – Various (Jane, Novalis, etc.) – Brain Festival Essen
- 80.014 – Neu! – 2 Originals – relançamento de Neu! (1004) e Neu!2 (1028)
- 80.017 – Various (Novalis, SFF, etc.) – Brain Festival Essen 2
- 80.018 – Guru Guru – Live
- 80.023 – Klaus Schulze – X
- 80.048 – Klaus Schulze – Live

### Série 200.100
- 200.145 – Guru Guru – This Is Guru Guru
- 200.146 – Amon Düül – This Is Amon Duul
- 200.148 – Julie Driscoll – This Is Julie Driscoll
- 200.149 – Brian Auger – This Is Brian Auger
- 200.150 – Wolfgang Dauner – This Is Wolfgang Dauner
- 200.151 – Atomic Rooster – This Is Atomic Rooster
- 200.164 – Caravan – This Is Caravan

### Álbuns de amostragem
- 888 – Various (Neu, Kollektiv,etc.) – German Rock Scene – 1973